# Stadtsparkasse Bad Sachsa
Die Stadtsparkasse Bad Sachsa war eine öffentlich-rechtliche Sparkasse mit Sitz in Bad Sachsa in Niedersachsen.

## Geschäftsgebiet und Träger
Das Geschäftsgebiet umfasste die Stadt Bad Sachsa, die auch Trägerin der Sparkasse war. Die Stadtsparkasse Bad Sachsa war bis zur Fusion die nach Bilanzsumme kleinste selbstständige Sparkasse in Deutschland. Neben der Hauptstelle in Bad Sachsa wurden keine weiteren Filialen unterhalten.
Die Stadtsparkasse sollte zum 1. Juni 2019 mit den Sparkassen Duderstadt, Hann. Münden und Osterode am Harz fusionieren, die Geschäftsstelle der Sparkasse Bad Sachsa sollte dabei erhalten bleiben. Nach einem Beschluss des Rates von Duderstadt wurde die Fusion abgesagt.
Zum 1. Januar 2020 fusionierte die Stadtsparkasse Bad Sachsa dann mit der Sparkasse Osterode am Harz.

## Struktur
Die Rechtsgrundlage der Stadtsparkasse Bad Sachsa war das Sparkassengesetz für Niedersachsen und die Satzung der Sparkasse. Organe der Sparkasse waren der Vorstand und der Verwaltungsrat.

## Geschäftszahlen
Die Stadtsparkasse Bad Sachsa wies im Geschäftsjahr 2018 eine Bilanzsumme von 133,89 Mio. Euro aus und verfügte über Kundeneinlagen von 105,29 Mio. Euro. Gemäß der Sparkassenrangliste 2018 lag sie nach Bilanzsumme auf Rang 385. Sie beschäftigte 39 Mitarbeiter. 

## Stiftung
Im Jahr 1998 gründete die Stadtsparkasse Bad Sachsa die Stiftung der Stadtsparkasse Bad Sachsa. Der Zweck dieser Stiftung ist die Förderung sozialer, wissenschaftlicher und kultureller Zwecke, des Umwelt- und Naturschutzes, der Landschaftspflege, des Sports, der Erziehung, Volks- und Berufsbildung, der Heimatpflege und Heimatkunde, der Zwecke der Spitzenverbände der freien Wohlfahrtspflege, der Verbraucherberatung sowie mildtätiger und kirchlicher Zwecke.